# 王通 (元朝)
王通（?—?），元朝胶州高密（今山东省高密市）人，王国昌之子。
王通袭为左卫亲军千户。至元十二年（1275年）从元朝大军伐南宋，渡长江，镇鄂州。参与攻破潭州，以功进武节将军。攻克静江府。至元十四年（1277年），改任侍卫亲军千户。至元十五年（1278年）上书请屯田和林，率部自效。在金山破敌兵，进显武将军，赐金虎符，升为佥左卫亲军都指挥使。跟随忽必烈讨乃颜，升任副都指挥使。次年，屯田瓜、沙诸州，进阶明威将军。元武宗即位，命他总领京城卫兵。枢密院复奏通摄左丞，领诸卫屯田兵。转任屯储卫亲军都指挥使，镇守海口。因病去世。其子燕出不花，袭武德将军、左卫亲军副都指挥使。